# Зуев, Кузьма Феофанович
Кузьма Феофанович Зуев (3 июля 1925 года, с. Каргаево, Гаринский район, Тагильский округ, Уральская область, РСФСР, СССР — 1 августа 2007 года, Волчанск, Свердловская область, Россия) — Герой Социалистического Труда (1971), машинист экскаватора разреза № 3 комбината «Вахрушевуголь» Министерства угольной промышленности СССР Свердловской области, почётный гражданин города Волчанска.

## Биография
Родился 3 июля 1925 года в селе Каргаево Гаринского района Уральской области в семье репрессированного крестьянина, не вступившего в колхоз.
Окончил 4 класса. Затем окончил школу ФЗО по специальности «маляр-штукатур».
Трудовую деятельность начал на военном заводе в Нижнем Тагиле, строил заводские помещения.
В годы Великой Отечественной войны заряжал снаряды по 5000 штук за смену. Однажды, побив вора, который попал в больницу, был отправлен в штрафбат. После которого был определён в артиллерию, дошёл до Берлина, расписался на Рейхстаге. Награждён орденом Отечественной войны II степени (06.04.1985), медалью «За отвагу» (20.08.1945).
В 1948 году, демобилизовавшись, вместе со старшим братом Петром Феофановичем Зуевым (род. 1917) приехали в Волчанск, где устроился машинистом экскаватора. Выйдя на пенсию, работал в народной дружине города Волчанска.
Был делегатом XXIV съезда КПСС.
Скончался 1 августа 2007 года, похоронен на городском кладбище Волчанска.

## Награды
За свои достижения был награждён:
- Орден Отечественной войны II степени;
- медаль «За отвагу»;
- знак «Победитель соцсоревнования»;
- знак «Шахтёрская слава» 3 степени;
- знак «Шахтёрская слава» 2 степени;
- знак «Шахтёрская слава» 1 степени;
- 30.03.1971 — звание Герой Социалистического Труда с золотой медалью Серп и Молот и орден Ленина;
- 2000 — звание «Почётный гражданин Волчанска».